# Charles Grey
Charles Grey, II conde de Grey (13 de marzo de 1764–17 de julio de 1845), miembro de la Orden de la Jarretera, miembro del Consejo Privado del Reino Unido, fue diplomático, político y primer ministro whig (liberal) británico. Fue conocido como Charles Grey hasta 1806, y como Vizconde de Howick desde 1806 hasta 1807.
Descendiente de una antigua familia de Northumbria asentada en Howick Hall, Gray fue el segundo hijo sobreviviente, pero el mayor, del general Charles Gray KB (1729–1807) y su esposa, Elizabeth (1743 / 4–1822), hija de George Gray de Southwick. Durham. Tenía cuatro hermanos y dos hermanas. Fue educado en Richmond School, seguido de Eton y Trinity College, Cambridge, adquiriendo una habilidad en latín e inglés en composición y declamación que le permitió convertirse en uno de los principales oradores parlamentarios de su generación.
El té Earl Grey lleva su nombre.

## Relaciones, matrimonio e hijos
Tuvo un romance clandestino con la duquesa Georgiana Spencer durante el matrimonio de esta con William Cavendish, quinto duque de Devonshire. De este romance surgió una niña, llamada Eliza Courtney, a la que él consideraba su sobrina tras ser arrebatada de Georgiana por su marido y posteriormente criada por los padres de Charles.
El 18 de noviembre de 1794, contrajo matrimonio con Mary Elizabeth Ponsonby (1776–1861), única hija de William Ponsonby, primer barón Ponsonby de Imokilly y Luisa Molesworth. El matrimonio fue fructífero; entre 1796 y 1819 la pareja tuvo diez hijos y seis hijas:

## En la cultura popular
La historia de su romance con la duquesa Georgiana Spencer se narra en la película británica del 2008 La duquesa, dirigida por Saul Dibb.